# Brestovac (Knić)
Pour les articles homonymes, voir Brestovac.
Brestovac (en serbe cyrillique : Брестовац) est un village de Serbie situé dans la municipalité de Knić, district de Šumadija. Au recensement de 2011, il comptait 182 habitants.

## Démographie
| 1948 | 1953 | 1961 | 1971 | 1981 | 1991 | 2002 | 2011 |
| ---- | ---- | ---- | ---- | ---- | ---- | ---- | ---- |
| 432  | 419  | 387  | 340  | 291  | 270  | 224  | 182  |

|  |